# Scuola di Borgogna

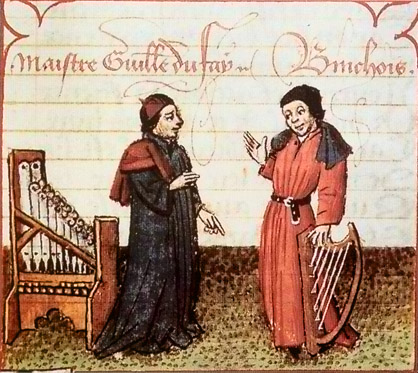
Il compositore Guillaume Dufay a sinistra e Gilles Binchois

Scuola di Borgogna è un termine usato per citare un gruppo di compositori attivo nel XV secolo in quello che ora è l'est della Francia, il Belgio e i Paesi Bassi, il cui centro motore era la corte dei Duchi di Borgogna.
I nomi principali associati a questa scuola sono quelli di Guillaume Dufay, Gilles Binchois e Antoine Busnois.
La scuola di Borgogna fu la prima fase della formazione della successiva scuola franco fiamminga, il centro motore della musica rinascimentale in tutta Europa.

## L'eredità
Nel tardo Medioevo e nel primo Rinascimento in Europa, i centri culturali tendevano a spostarsi da un posto all'altro a causa di cambiamenti politici e alla presenza del potere spirituale e di quello temporale, Papato, Antipapa e Sacro Romano Impero.
Nel XIV secolo i maggiori centri musicali erano il nord della Francia, Avignone e l'Italia, rappresentati rispettivamente da Guillaume de Machaut e l'ars nova, l'ars subtilior e Landini; Avignone ebbe un breve ma importante sviluppo culturale in seguito al trasferimento del papato in seguito allo scisma d'occidente.
Quando la Francia fu sconvolta dalla guerra dei cent'anni dal 1337 al 1453, il centro culturale migrò verso est nel territorio dei Burgundi e nei Paesi Bassi.
Durante il regno della casa di Valois, la Burgunda era la più potente e stabile dinastia d'Europa e, poco per volta, si annetté le Fiandre, il Brabante, i Paesi Bassi, il Lussemburgo, l'Alsazia e la Lorena.
Specialmente durante il regno di Filippo il Buono (1419 - 1467) e Carlo l'Audace (1467 - 1477), questa intera area chiamata Borgogna fu un centro di creatività musicale. La maggior parte delle attività musicali non si svolsero però in quella regione della Francia che oggi è chiamata Borgogna con capoluogo Digione anche se i duchi di Borgogna vi mantennero un centro amministrativo: i maggiori centri musicali dell'epoca erano invece Bruxelles, Bruges, Lilla e Arras così come delle città più piccole nell'area considerata.
I musicisti della regione si recavano in Borgogna per studiare e acquisire fama. I Duchi di Borgogna non erano soltanto dei mecenati, ma prendevano parte attiva nello sviluppo della musica: Carlo l'Audace suonava l'arpa e compose dei mottetti e delle chanson, anche se i suoi lavori non ci sono pervenuti. I Duchi incoraggiarono anche la composizione di musica profana, cosa raramente vista in precedenza nella storia musicale europea. Questa caratteristica fece dire anche a loro che l'epoca Burgunda fu un fenomeno di rinascimento.
La migrazione della cultura musicale da Parigi alla Borgogna coincide con il passaggio dalla musica medioevale alla musica rinascimentale; mentre Guillaume de Machaut viene considerato uno degli ultimi compositori medioevali, Dufay è considerato il primo compositore rinascimentale.
Carlo l'Audace venne ucciso nel 1477 nella battaglia di Nancy, durante uno dei suoi tentativi di aggiungere altri territori al suo dominio. Dopo la sua morte la musica continuò a fiorire nel territorio della Borgogna, ma dal primo decennio del XVI secolo il territorio venne assorbito dagli Asburgo anch'essi mecenati della musica.

## Compositori
La storia della musica Burgunda ha inizio con l'organizzazione della Cappella nel 1384 da parte di Filippo l'Audace; venti anni più tardi rispetto alla sua morte, essa rivaleggiava in splendore con la Cappella dei Papi ad Avignone. I compositori che facevano parte di questa Cappella furono Johannes Tapissier e Nicolas Grenon, che portarono la loro esperienza nel nuovo sviluppo della stessa nel 1415. Altri compositori furono Hugo e Arnold de Lantins che Dufay incontrò in Italia.
Il più famoso compositore della Scuola di Borgogna fu sicuramente Dufay, che fu anche il più famoso compositore d'Europa del XV secolo.
Egli scrisse musiche in molte forme correnti all'epoca, musiche che erano melodiche, cantabili e memorabili (più della metà delle sue composizioni di musica sacra sono delle semplici armonizzazioni di canzoni).
Contemporanei di Dufay furono i compositori Gilles Binchois, che fu alla Corte di Borgogna fra il 1430 e il 1460 e Hayne van Ghizeghem, un compositore, cantore e soldato che può essere stato ucciso nell'ultima campagna militare di Carlo l'Audace.
Dopo la morte di Dufay nel 1474, il più importante componente della Scuola divenne Antoine Busnois, che fu anche un prolifico compositore di chanson e che forse scrisse la melodia L'homme armé.

## Stili e forme musicali
I musicisti della Scuola di Borgogna predilissero le musiche profane almeno fino a quando risiedettero in patria; molte musiche sacre ci sono pervenute specialmente da parte dei compositori che soggiornarono in Italia, ad esempio nel coro papale. Le maggiori forme della musica profana utilizzate dai musicisti della Scuola furono le quattro "forme fisse" (rondeau, ballate, virelai, e bergerette), tutte genericamente conosciute come chanson. Delle quattro il rondeau fu il più popolare; in ogni caso questi ultimi ci sono pervenuti in misura maggiore rispetto alle altre forme. La maggior parte dei rondeau era a tre voci e molti di essi, specialmente in Francia, avevano dei testi in lingue diverse. Nella maggior parte dei rondeau la voce superiore era abbinata al testo mentre le altre due erano normalmente suonate da strumenti. La bergerette venne sviluppata dai Burgundi; essa era come un virelai ma più breve con una sola strofa.
Molti dei compositori scrissero anche musiche sacre in latino; questo fu vero per diverse generazioni a venire. Essi composero messe, mottetti e cicli di Magnificat. Durante questo periodo le messe furono costituite dalle varie parti scritte da compositori diversi che spesso usavano un motivo principale basato sul cantus firmus.
Dufay, Binchois, Busnois, Reginald Liebert e altri scrissero messe di questo tipo. 
Uno dei motivi più utilizzati come cantus firmus fu quello de l'homme armé che peraltro venne utilizzato anche da altri compositori dell'epoca e dei secoli successivi; per la verità questo motivo fu usato come base per la composizione di messe in tutta la storia della musica.
Durante il periodo in cui il mottetto si andò trasformando dai modelli isoritmici del XIV secolo alla polifonia, pezzi sezionali vennero prodotti dagli ultimi componenti del Scuola come Busnois.
Nei mottetti come nelle messe e in altre musiche sacre, una tecnica molto comune generalmente adottata fu quella del falsobordone, un'armonizzazione in parallelo di un canto preesistente, occasionalmente ornato per evitare la monotonia. Le composizioni che usavano il falsobordone consentivano maggior chiarezza nella comprensione del testo pur non consentendo la semplicità del canto precedente.
La musica strumentale venne coltivata presso la Scuola spesso per le danze di corte. Una peculiarità dello stile Burgundo fu quella che i Duchi preferivano gli strumenti a timbro elevato come trombe, tamburi e cornamuse ed è per questo motivo che i pezzi che ci sono pervenuti sono scritti per la maggior parte per questo tipo di strumenti e non per i classici liuto e arpa. 
Nella esecuzione di quel tempo gli strumenti dal timbro elevato venivano posti su una postazione alta come un balcone, mentre gli altri esecutori erano posti vicino ai danzatori.
Le forme strumentali comprendevano la bassadanza che era una danza cerimoniale di carattere aristocratico e con un tempo molto lento. Normalmente era, secondo la notazione moderna in 6/8, e normalmente veniva seguita da una danza molto veloce come il tordion o pas de Brabant.
La Scuola di Borgogna fu la prima generazione di quella che sarà poi la Scuola franco-fiamminga, diverse generazioni di compositori che per oltre 150 anni composero in stile polifonico fino alle prime avvisaglie della musica rinascimentale.
Questi appartenevano alle ultime generazioni di compositori che non erano legati alla corte o alla regione della Borgogna ma erano connessi per vicinanza geografica o per pratica musicale, rispondono ai nomi di Johannes Ockeghem, Jacob Obrecht, Josquin Des Prez, Adrian Willaert e Orlando di Lasso.

## Fonti manoscritte
Vi sono circa 65 manoscritti che contengono musiche di compositori appartenenti alla Scuola di Borgogna. I principali sono i seguenti:
- Manoscritti Canonici (contengono musiche dal 1400 al 1440). Questi manoscritti sono conservato nella Bodleian Library di Oxford, Inghilterra; prendono il nome dal precedente possessore, Matteo Luigi Canonici, un gesuita veneziano del XVIII secolo. Contiene 380 composizioni di 60 compositori diversi fra musiche sacre e profane.
- Canzoniere Laborde (contiene musiche composte durante il regno di Carlo l'Audace 1467 - 1477). Prende il nome dal marchese di Laborde ed è conservato presso la Biblioteca del Congresso di Washington. Contiene 106 pezzi in tutto.
- Canzoniere Mellon (contiene musiche dal 1440 al 1477); prende in nome da Paul Melon che lo donò alla Yale University; al momento è custodito presso la Beinecke Library dell'Università. Comprende 57 composizioni che comprendono musiche di compositori inglesi e italiani ma non di compositori appartenenti alla Scuola di Borgogna.
- Canzoniere di Digione (contiene musiche che vanno dal 1470 al 1475). Alcune delle musiche sono di compositori non associati alla Scuola come Ockeghem, Loyset Compère, e Johannes Tinctoris; è conservato della biblioteca di Digione e contiene 161 pezzi.
- Canzoniere dell'Escorial (contiene musiche dal 1430 al 1445); è conservato nella biblioteca dell'Escorial, vicino a Madrid. Contiene un totale di 62 composizioni delle quali soltanto una è attribuita a Gilles Binchois, nonostante che molte delle rimanenti siano attribuite a Binchois, Dunstable, Dufay, e altri.

## Compositori della Scuola di Borgogna
- Johannes Tapissier (c.1370–c.1410)
- Guillaume Dufay (?1397–1474)
- Hugo de Lantins (fl. c.1430)
- Arnold de Lantins (fl. c.1430)
- Reginaldus Libert (fl. c.1425–1435)
- Gilles Binchois (c.1400–1460)
- Johannes Brassart (c.1400–1455)
- Hayne van Ghizeghem (c.1445–c.1480)
- Pierre Fontaine (d. c.1450)
- Nicolas Grenon (c. 1380–1456)
- Gilles Joye (1424/1425–1483)
- Robert Morton (c.1430–c.1479)
- Antoine Busnois (c.1430–1492)
- Guillaume le Rouge (fl. 1450–1465)
- Adrien Basin (fl.1457–1476)
- Jacobus Vide (fl.1405–1433)